# Jay Ajayi
Jay Ajayi (Londres, 15 de junho de 1993) é um ex-jogador de futebol americano que atuava como Running Back na National Football League (NFL).
Ele jogou futebol americano universitário em Boise State e foi selecionado pelo Miami Dolphins na quinta rodada do Draft de 2015 da NFL. Em seu primeiro ano com os Eagles, ele ganhou o Super Bowl LII.

## Primeiros anos
Ajayi nasceu em Londres, Inglaterra, em 15 de junho de 1993, filho de pais nigerianos e mudou-se para Maryland, nos Estados Unidos, quando tinha sete anos de idade, em 2000. Ele acabou se mudou para o Texas, onde frequentou a Frisco Liberty High School. Em seu último ano, ele correu para 2.240 jardas e teve 35 touchdowns.
Ele também foi membro do time de atletismo e participou do campeonato distrital no 4x400 metros (3: 21.75), 4x200 m (1: 29.44) e 4 x 100 m (42.86).
Considerado um recruta de três estrelas do Rivals.com, ele foi classificado como o 41º melhor running back de sua classe.

## Carreira universitária

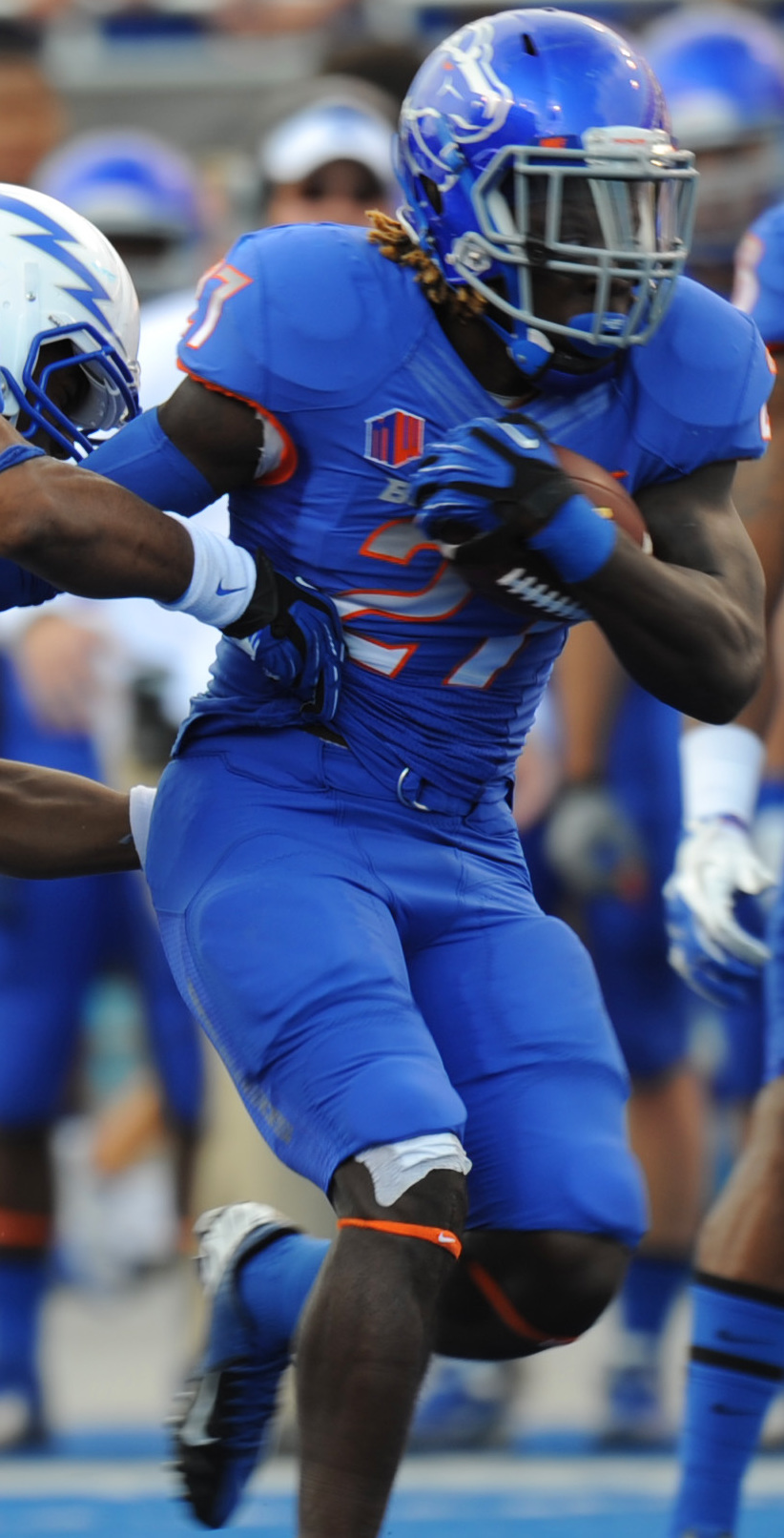
Ajayi em 2013

Ajayi jogou futebol americano universitário por Boise State de 2011 a 2014. Em outubro de 2011, ele foi preso depois de roubar um par de calças de moletom em um Walmart e mais tarde foi condenado a cinco dias de prisão.
Como calouro em 2012, ele jogou em 11 jogos. Ele teve 82 corridas para 548 jardas e quatro touchdowns, incluindo 118 jardas e um touchdown em apenas seis corridas contra o Universidade do Novo México em seu segundo jogo na carreira.
Em seu segundo ano, ele foi titular em 12 dos 13 jogos e correu para mais de 100 jardas em seis deles, incluindo 24 corridas para 222 jardas e três touchdowns no jogo contra Universidade de Nevada. Ele terminou a temporada tendo corrido 249 vezes para 1.425 jardas e 18 touchdowns.
Em seu terceiro ano, ele se tornou o primeiro jogador de Boise State a correr para mais de 100 jardas em 10 jogos em uma temporada, incluindo duas apresentações de mais de 200 jardas contra Universidade do Estado do Colorado e Universidade do Estado de Utah. Ele terminou sua temporada com um desempenho de 134 jardas e três touchdown em uma vitória por 38-30 sobre o Universidade do Arizona no Fiesta Bowl de 2014. Ele terminou a temporada com 1.823 jardas e 28 touchdowns, ambos recordes escolares. Ajayi terminou sua última temporada em Boise State, respondendo por 41,3% do total de jardas e touchdowns da equipe.

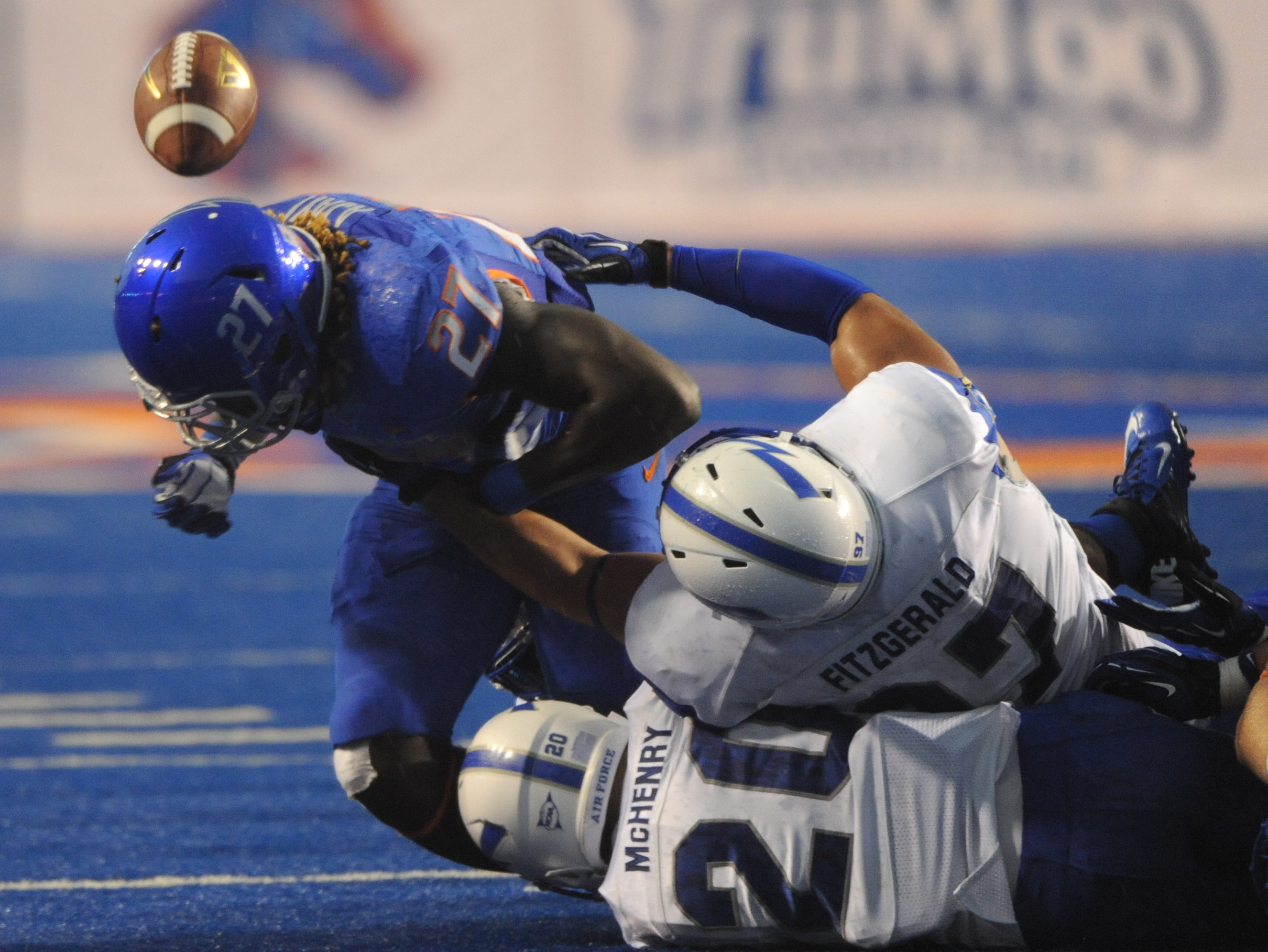
Jay Ajayi (à esquerda) jogando por Boise State em 2013

Em 21 de dezembro de 2014, Ajayi anunciou que entraria no Draft de 2015. Ele terminou sua carreira colegial com 678 corridas para 3.796 jardas e 50 touchdowns. Ele é o único jogador na história de Boise State com três jogos de mais de 200 jardas terrestres.
Estatísticas
|          |             | Correndo | Correndo | Correndo | Correndo | Correndo | Recebendo | Recebendo | Recebendo |
| Ano      | Equipe      | Ten      | Jardas   | Média    | Lng      | TD       | Rec       | Jardas    | TD        |
| -------- | ----------- | -------- | -------- | -------- | -------- | -------- | --------- | --------- | --------- |
| 2012     | Boise State | 82       | 548      | 6,7      | 71       | 4        | 1         | 14        | 0         |
| 2013     | Boise State | 249      | 1,425    | 5,7      | 71       | 18       | 22        | 222       | 1         |
| 2014     | Boise State | 347      | 1.823    | 5,3      | 74       | 28       | 50        | 535       | 4         |
| Carreira | Carreira    | 678      | 3,796    | 5,6      | 74       | 50       | 73        | 771       | 5         |

## Carreira profissional
| 1,83 m                                                | 103 kg | 4,57 s | 1,59 s | 2,66 s | 4,10 s | 7,10 s | 0,99 m | 3,07 m | 19 repetições |
| Todos os valores do NFL Combine e Boise State Pro Day |        |        |        |        |        |        |        |        |               |

### Miami Dolphins

#### Temporada de 2015
Ajayi foi selecionado na quinta rodada do Draft de 2015 com a 149ª escolha geral pelo Miami Dolphins. Ele foi o 14º dos 22 running backs selecionados no draft daquele ano. Em 7 de maio de 2015, Ajay assinou um contrato com os Dolphins no valor de US $ 2,50 milhões por quatro anos, que incluiu um bônus de assinatura de US $ 220.813.
Em 6 de setembro de 2015, Ajayi foi colocado na lista de reservas devido a uma lesão nas costelas que ele sofreu no último jogo de exibição dos Dolphins. Em 8 de novembro de 2015, ele fez sua estreia na NFL contra o Buffalo Bills e correu cinco vezes para 41 jardas (média de 8,2 jardas). Ele marcou seu primeiro touchdown profissional contra o San Diego Chargers em uma derrota por 30-14.
Ele terminou sua temporada de estreia com 49 corridas para 187 jardas e um touchdown. Ele também registrou sete recepções para 90 jardas.

#### Temporada de 2016
Depois que os Dolphins perderam o running back Lamar Miller para o Houston Texans, Ajayi foi apontado como o titular na temporada. No entanto, ele foi declarado reserva com Arian Foster sendo o titular durante os treinamentos. Mostrando que estava descontente, o técnico Adam Gase o desativou para a abertura da temporada e Ajayi foi deixado em Miami enquanto a equipe viajava para Seattle. Ele foi ativado na semana seguinte e teve cinco corridas para 14 jardas contra o New England Patriots, depois que Foster teve uma lesão na virilha. Após a lesão de Foster, Ajayi se estabeleceu como o running back titular.
Na semana 6, Ajayi teve 204 jardas e dois touchdown contra o Pittsburgh Steelers. Na semana 7, ele teve 214 jardas e um touchdown contra o Buffalo Bills, tornando-se apenas o quarto jogador na história da NFL, juntamente com OJ Simpson (duas vezes), Earl Campbell e Ricky Williams, a correr para 200 jardas em dois jogos consecutivos.
Na semana 16, na véspera de Natal, Ajayi registrou um terceiro jogo de 200 jardas, novamente contra o Buffalo Bills. Com suas 32 corridas para 206 jardas e um touchdown, ele se tornou apenas o quarto jogador na história da NFL a correr para mais de 200 jardas em três jogos em uma única temporada, e o único jogador a fazê-lo em sua segunda temporada. Como resultado de sua performance na semana 16, ele se tornou um dos únicos 15 jogadores na história da NFL com três ou mais jogos com mais de 200 jardas terrestres. Na derrota por 30-12 para o Pittsburgh Steelers nos playoffs, ele teve 16 corridas para 33 jardas em sua estreia nos playoffs.
Como resultado de sua temporada de sucesso em 2016, ele foi nomeado para o Pro Bowl de 2017. No Pro Bowl, ele teve sete corridas para 18 jardas. Ele ficou em 69º lugar na lista de "NFL Top 100 Players of 2017" eleitos por seus colegas jogadores.

#### Temporada de 2017
Ajayi entrou na temporada de 2017 como o running back titular dos Dolphins. Os Dolphins não jogaram na semana 1 devido ao furacão Irma, então Ajayi fez sua estreia na temporada na semana 2 contra o Los Angeles Chargers, onde ele teve 28 corridas para 122 jardas na vitória por 19-17.
Após apenas 16 e 46 jardas nas Semanas 3 e 4, Ajayi recuperou-se e fez 77 jardas contra o Tennessee Titans e 130 jardas contra o Atlanta Falcons. Ele teve apenas 74 jardas no total em seus próximos dois jogos e até a semana 8 foi o único running back da NFL com mais de 100 corridas sem ter um touchdown apressado.

### Temporada de 2017

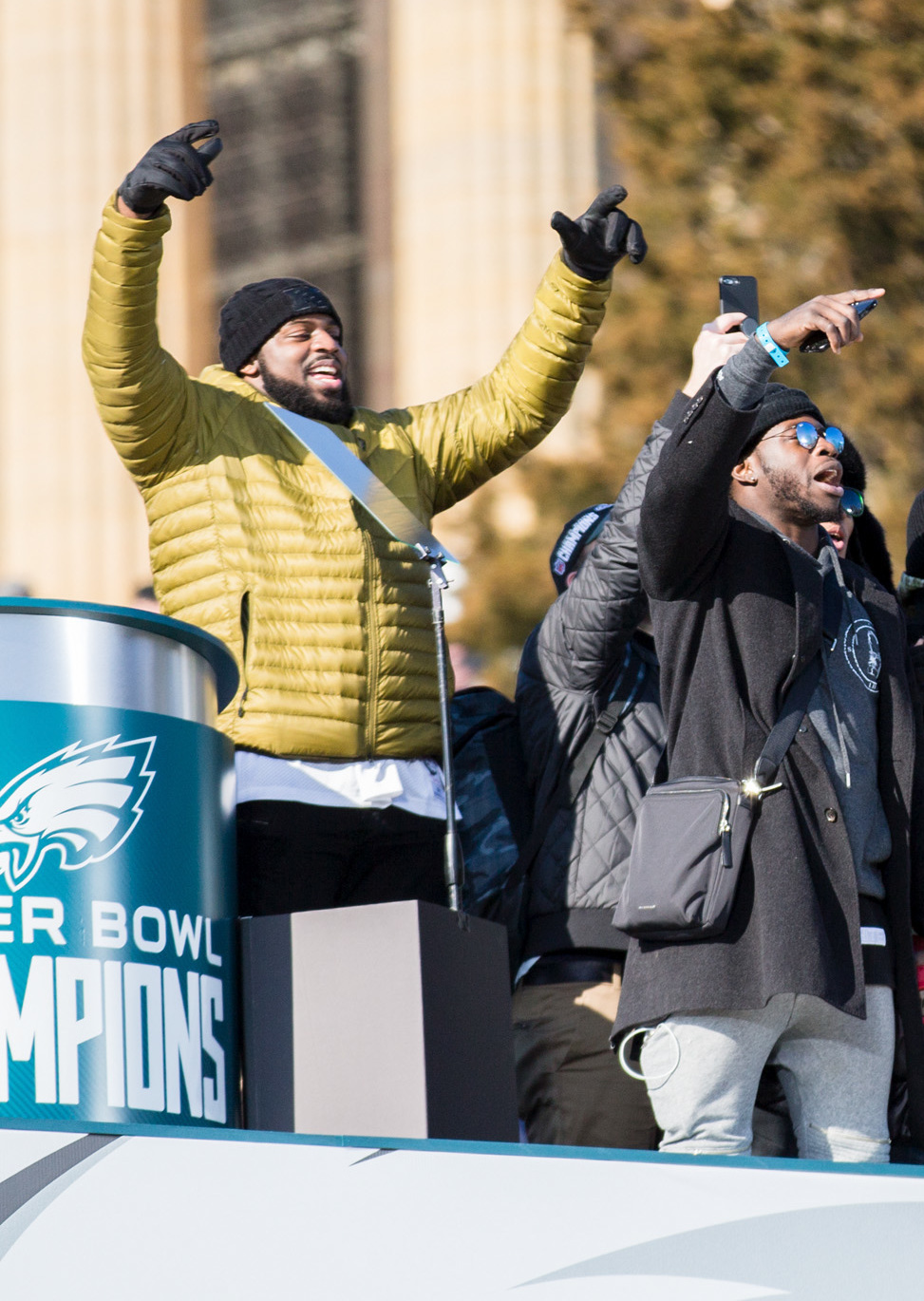
Ajayi (à direita) e Fletcher Cox na comemoração da vitória no Super Bowl LII

Em 31 de outubro de 2017, Ajayi foi trocado para o Philadelphia Eagles por uma escolha de quarta rodada do draft de 2018.
Na estreia de Ajayi com os Eagles, ele correu para 77 jardas em oito corridas e um touchdown em uma vitória por 51-23 sobre o Denver Broncos cinco dias depois de ser negociado. Na semana 11, Ajayi correu para 91 jardas em 7 corridas contra o Dallas Cowboys.
Os Eagles se classificaram para os playoffs como a #1-seed da NFC. No Divisional Round contra o Atlanta Falcons, ele teve 54 jardas terrestres e 44 jardas de recepção na vitória por 15-10. Na Final da NFC contra o Minnesota Vikings, ele terminou com 73 jardas terrestres e 26 jardas de recepção na vitória por 38-7.
Durante o Super Bowl LII contra o New England Patriots, Ajayi teve 57 jardas terrestres quando os Eagles venceram por 41-33, foi primeira vitória no Super Bowl na história da franquia.

### Temporada de 2018
Na abertura da temporada de 2018 contra o Atlanta Falcons, Ajayi teve seu segundo jogo multi-touchdown de sua carreira. Ele teve 15 corridas para 62 jardas e dois touchdowns na vitória por 18-12.
Em 8 de outubro de 2018, Ajayi foi colocado na lista de reservas machucados após sofrer uma rotura no Ligamento cruzado anterior durante a semana 5 contra o Minnesota Vikings.

### Estatísticas de carreira
| Geral     | Geral    | Geral | Correndo | Correndo | Correndo | Correndo | Correndo | Correndo | Recebendo | Recebendo | Recebendo | Recebendo | Recebendo |
| Temporada | Equipe   | Jogos | Ten      | Jardas   | J / T    | J / J    | TDs      | Fumbles  | Rec       | Jardas    | J / R     | J / J     | TDs       |
| --------- | -------- | ----- | -------- | -------- | -------- | -------- | -------- | -------- | --------- | --------- | --------- | --------- | --------- |
| 2015      | MIA      | 9     | 49       | 187      | 3,8      | 20,8     | 1        | 0        | 7         | 90        | 12,9      | 10,0      | 0         |
| 2016      | MIA      | 15    | 261      | 1.272    | 4,9      | 84,8     | 8        | 4        | 27        | 151       | 5,6       | 10,1      | 0         |
| 2017      | MIA      | 7     | 138      | 465      | 3.4      | 66,4     | 0        | 1        | 14        | 67        | 4,8       | 9,6       | 0         |
| 2017      | PHI      | 7     | 70       | 408      | 5,8      | 58,3     | 1        | 2        | 10        | 91        | 9,1       | 13,0      | 1         |
| 2018      | PHI      | 4     | 45       | 184      | 4,1      | 46,0     | 3        | 1        | 5         | 20        | 4,0       | 5,0       | 0         |
| Carreira  | Carreira | 42    | 562      | 2.516    | 4,5      | 59,9     | 13       | 8        | 63        | 419       | 6,7       | 10,0      | 1         |

## Vida pessoal
Ajayi participou da campanha "My Cause, My Cleats" da NFL na temporada de 2016. A campanha permitia que os jogadores usassem chuteiras personalizadas para apoiar suas instituições de caridade favoritas. Sua causa foi neoplasia endócrina múltipla.
Ele é um fã de longa data do Rotherham United da EFL Championship.